# Påfugleblomst
Påfugleblomst (Gazania) er en slægt af planter i kurvblomst-familien, hjemmehørende i det sydlige Afrika. De producerer naturligt blomster i nuancer af gul og orange, men sorter af mange andre farver er fremavlet.
Slægten er hjemmehørende i Sydafrika, Swaziland, Mozambique, Tanzania og Angola, hvor den findes udbredt i sandede områder i lav højde. Derudover er enkelte arter af påfugleblomster naturaliseret i Australien, New Zealand, Middelhavet og Californien.
Påfugleblomster er bredt anvendt som prydplanter. Deres blomsterhoveders strålende farver vises i slutningen af foråret, og er ofte i flor hele sommeren til efteråret. De foretrækker en solrig plads og er tolerante over for tør og dårlig jord. I tempererede områder er de normalt dyrket, som halv-hårdføre enårige haveplanter.

## Arter
- Gazania caespitosa
- Gazania ciliaris
- Gazania heterochaeta
- Gazania jurineifolia
- Gazania krebsiana
- Gazania lichtensteinii
- Gazania leiopoda
- Gazania linearis
- Gazania maritima
- Gazania othonnites
- Gazania pectinata
- Gazania pinnata
- Gazania rigens
- Gazania rigida
- Gazania schenckii
- Gazania serrata
- Gazania tenuifolia
- Gazania thermalis

## Galleri
- Gazania krebsiana Northern Cape, Sydafrika
- Gazania lichtensteinii  Northern Cape, Sydafrika
- Påfugleblomst
- Hvid og lilla påfugleblomst
- Gul og hvid variant af Gazania rigens